# ردليشات
الردليشات (الاسم العلمي:†Redlichiidae) هي فصيلة منقرضة من ثلاثيات الفصوص تتبع رتبة الردليشيات.

## أجناس
- الردليشية